# Stranezze di un miliardario
Stranezze di un miliardario (Lord Chumley) è un film muto del 1914 diretto da James Kirkwood. Il soggetto è tratto dal lavoro teatrale omonimo scritto da Henry C. De Mille e David Belasco, rappresentato sulle scene teatrali il 21 agosto 1888. H.C. DeMille (1850-1893) era il padre di Cecil e William De Mille
La storia venne ripresa dalla Paramount nel 1925 per un remake dal titolo Forty Winks; il film, che fu diretto da Frank Urson e Paul Iribe, era interpretato da Viola Dana e Raymond Griffith.

## Trama
Due ex-galeotti, Gasper La Sage e Blink Blunk, usciti di galera, progettano una nuova rapina. Il piano prevede che Le Sage debba atteggiarsi a gentleman: ma i due vengono scoperti e Blink Blunk viene arrestato. Qualche tempo dopo, La Sage va in Inghilterra, dove ricatta il tenente Hugh Butterworth, un ufficiale che si è appropriato del denaro appartenente alla vedova di un militare e che ha un debito di gioco con La Sage. Come pagamento, La Sage vuole sposare Eleanor, la sorella di Hugh. Non sapendo come tirarsene fuori, Butterworth chiede consiglio all'amico Chumley. Quest'ultimo scopre il passato di Le Sage da Blink Blunk che, uscito di prigione, vuole pareggiare i conti con il vecchio socio. La Sage, intanto, è sempre più insistente con le sue pretese di avere Eleanor: lord Chumley, però, lo smaschera strappandogli la camicia e rivelando, così, un tatuaggio che marchiava i condannati al carcere. Sbarazzatosi di Le Sage, ora lord Chumley può annunciare le sue nozze con Eleanor, seguito dall'amico Butterworth che sposerà Jessie, la sua fidanzata.

## Produzione
Il film fu prodotto dalla Biograph Company e da Klaw & Erlanger.

## Distribuzione
Il copyright del film, richiesto dalla Klaw & Erlanger, fu registrato il 16 marzo 1914 con il numero LP2487.
Il film fu distribuito dalla General Film Company e uscì nelle sale statunitensi il 14 giugno 1914. Il 18 ottobre 1916, la compagnia ne distribuì una riedizione in tre rulli. In Italia, dove venne distribuito dalla Ferretti, il film ottenne il visto di censura 10642 nell'ottobre del 1915.

### Conservazione
Copia completa della pellicola in 16 mm si trova conservata negli archivi della Cineteca del Friuli di Gemona; un positivo in 35 mm esiste presso la Library of Congress di Washington.